# Estación de Virgen de Lluc
Virgen de Lluc (en ocasiones denominada erróneamente Virgen de Lluc o en su forma catalana Verge de Lluc) es un apeadero ferroviario perteneciente a la red de Servicios Ferroviarios de Mallorca (SFM) en la ciudad española de Palma de Mallorca. Entre 2013 y 2022 la estación estuvo integrada en la red del metro de Palma de Mallorca, perteneciendo a la extinta línea M2. Cuenta con parada de las tres líneas que gestiona SFM: T1 (Palma de Mallorca-Inca), T2 (Palma de Mallorca-La Puebla) y T3 (Palma de Mallorca-Manacor).

## Situación ferroviaria
La estación se encuentra en el punto kilométrico 3,614 de la línea férrea de ancho métrico Palma-Manacor, a 31 metros de altitud, entre las estaciones de Son Cladera / Es Vivero y Puente de Inca. El tramo es de vía doble y está electrificado a 1500 V en CC.

## Historia
Fue inaugurada en el año 1990 como apeadero de la línea ferroviaria entre Palma de Mallorca e Inca, cuando el ferrocarril mallorquín todavía era gestionado por Ferrocarriles Españoles de Vía Estrecha (FEVE), para dar servicio a los barrios de la Virgen de Lluc, Son Cladera y El Vivero. 
El 31 de marzo de 1994 la gestión de FEVE se traspasa al Gobierno de las Islas Baleares, por medio de los Serveis Ferroviaris de Mallorca (SFM) fundados el 14 de enero de ese mismo año, que explota en la actualidad un total de 77 kilómetros de vías en ancho métrico.
En 1998 el Gobierno de las Islas Baleares inició las obras de reapertura de la línea de tren de Inca a La Puebla. El 16 de febrero de 2012 se inauguró la electrificación de la línea. Con la inauguración de la línea M2 de metro el 13 de marzo de 2013, quedó integrada dentro de la red de metro de la capital balear, aunque durante los sábados, domingos y festivos las líneas T2 y T3 de Servicios Ferroviarios de Mallorca (SFM) paraban en ella, al no haber servicio de metro. El 29 de abril de 2022, SFM decidió cerrar la línea M2 de metro, traspasando la práctica totalidad de sus servicios a las líneas de cercanías de SFM, que explota en la actualidad un total de 77 kilómetros de vías en ancho métrico.

## La estación
No pertenece a las estaciones originales de la línea. Dispone de dos andenes laterales frente a los cuales circulan las dos vías principales. Ambos andenes disponen de marquesinas con bancos anclados a la estructura de hormigón de la misma. Cada andén dispone de un acceso propio adaptado a PMR desde las calles del entorno. Para cambiar de andén hay que ir por el paso inferior de la calle Greco. Por el costado de Palma están los talleres y el depósito general de SFM de Son Rul·lan. Los talleres se pusieron en servicio una vez que SFM se hizo cargo de la explotación de la línea y dispone de diez vías a cubierto para talleres. Dispone también de una playa de vías para estacionar trenes y otras labores de mantenimiento. Cuenta también con aparcamiento.

## Servicios ferroviarios
La estación forma parte de las tres líneas de la red de Servicios Ferroviarios de Mallorca (SFM). El servicio se presta con trenes eléctricos de la serie 81 de SFM, fabricados por CAF.
Desde la supresión en 2022 de la línea M2 del Metro de Palma, dichos servicios son residuales, limitándose a dos servicios al día en días laborables. No existe este servicio en sábados y festivos, ni en sentido Palma-Marrachí. Éstos se prestan con trenes de la serie 71 de SFM, circulando sin denominación de línea.
El horario de frecuencias de la estación puede consultarse en la siguiente página. En general, hay una frecuencia mínima de diez minutos hacia Palma en laborables y hasta de treinta minutos hacia Palma en sábados y festivos. Los tiempos de paso aumentan en las conexiones con La Puebla y Manacor, pudiendo llegar en algún momento a ser superior a la hora. Algunos de los servicios, especialmente de la T2, circulan sin parada por la estación.
| procedencia/destino | < estación              | Línea      | estación >              | destino/procedencia |
| ------------------- | ----------------------- | ---------- | ----------------------- | ------------------- |
| Palma de Mallorca   | Son Cladera / Es Vivero | [ nota 2 ] | Puente de Inca          | Inca                |
| Palma de Mallorca   | Son Cladera / Es Vivero |            | Puente de Inca          | La Puebla           |
| Palma de Mallorca   | Son Cladera / Es Vivero |            | Puente de Inca          | Manacor             |
| Marrachí            | Puente de Inca          | [ nota 3 ] | Son Cladera / Es Vivero | Palma de Mallorca   |